# Goryczuszka

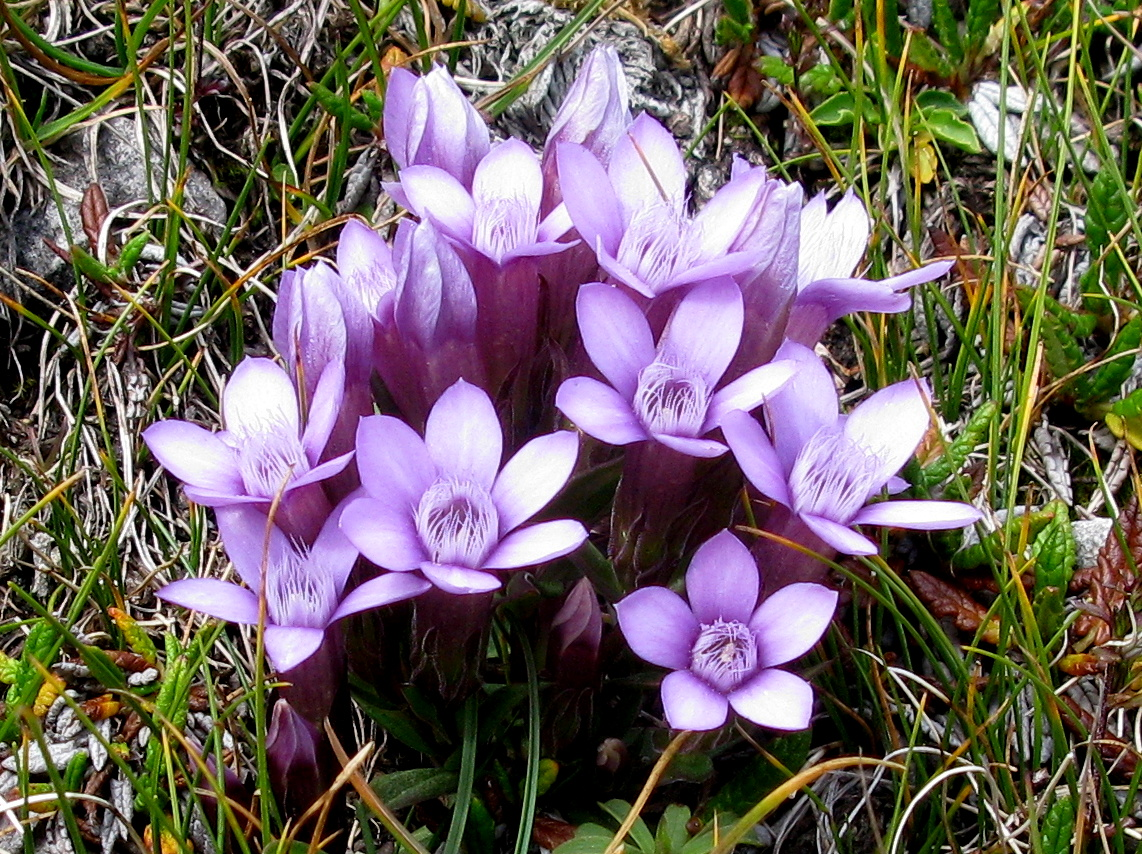
Gentianella germanica

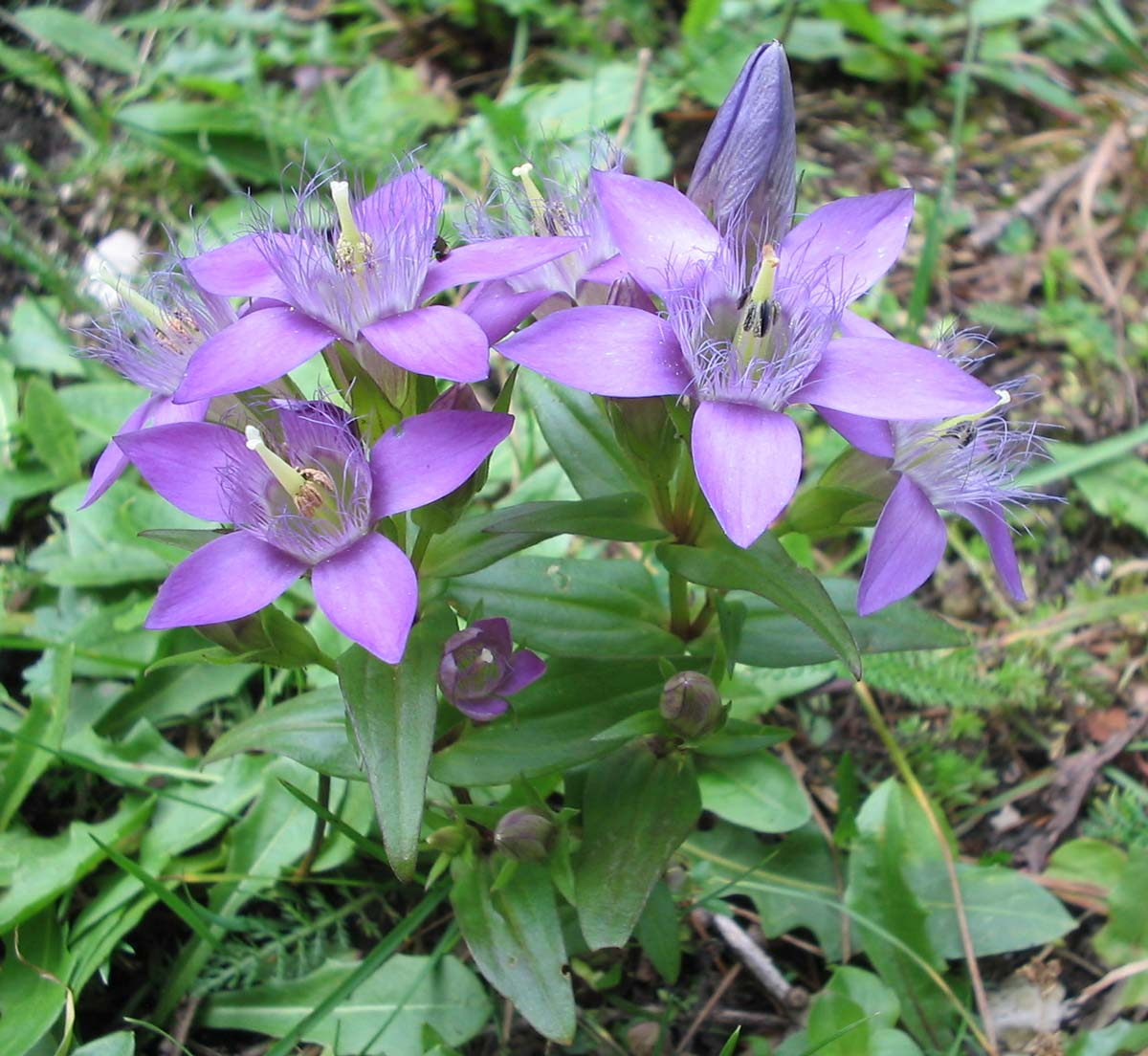
Gentianella aspera

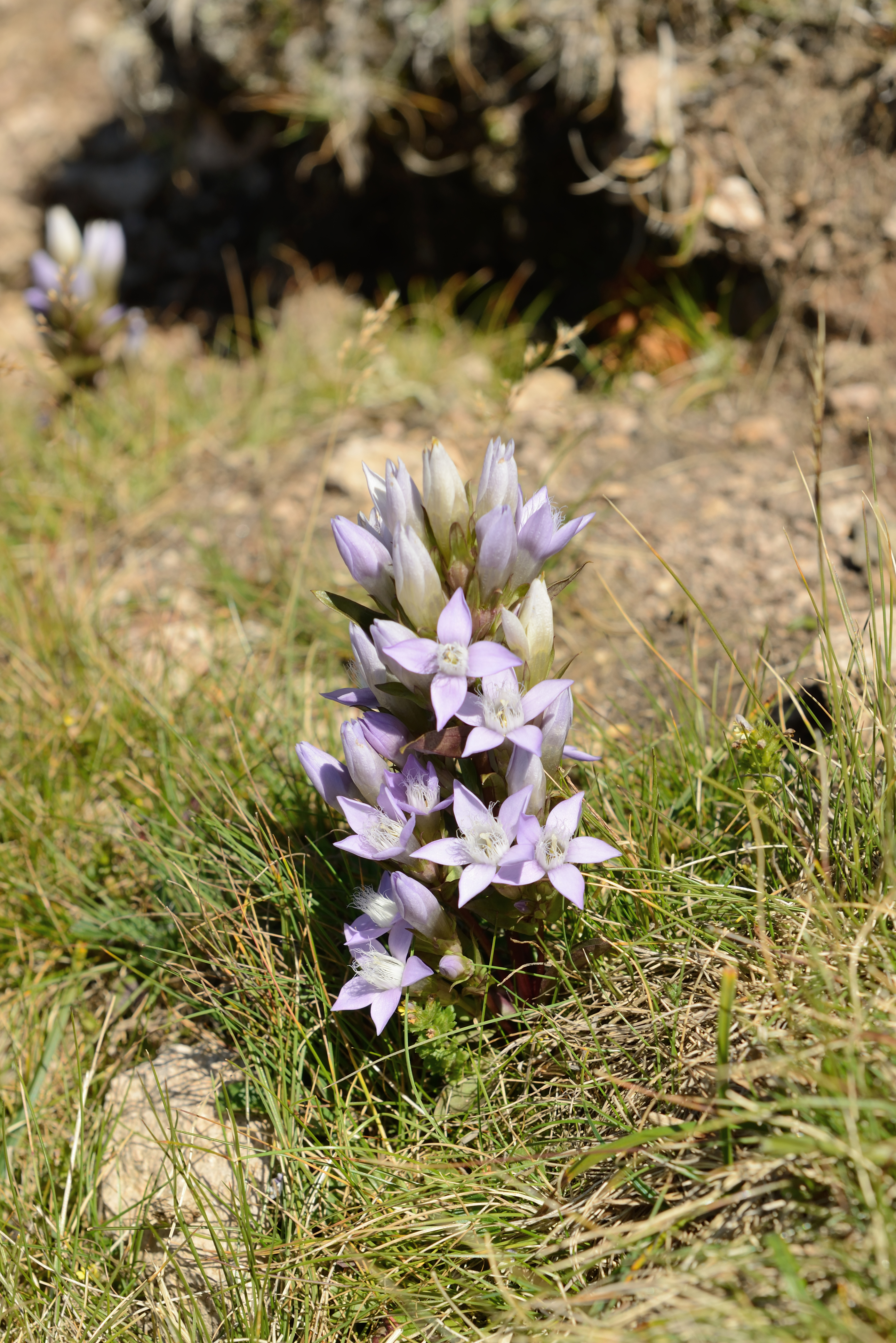
Gentianella austriaca

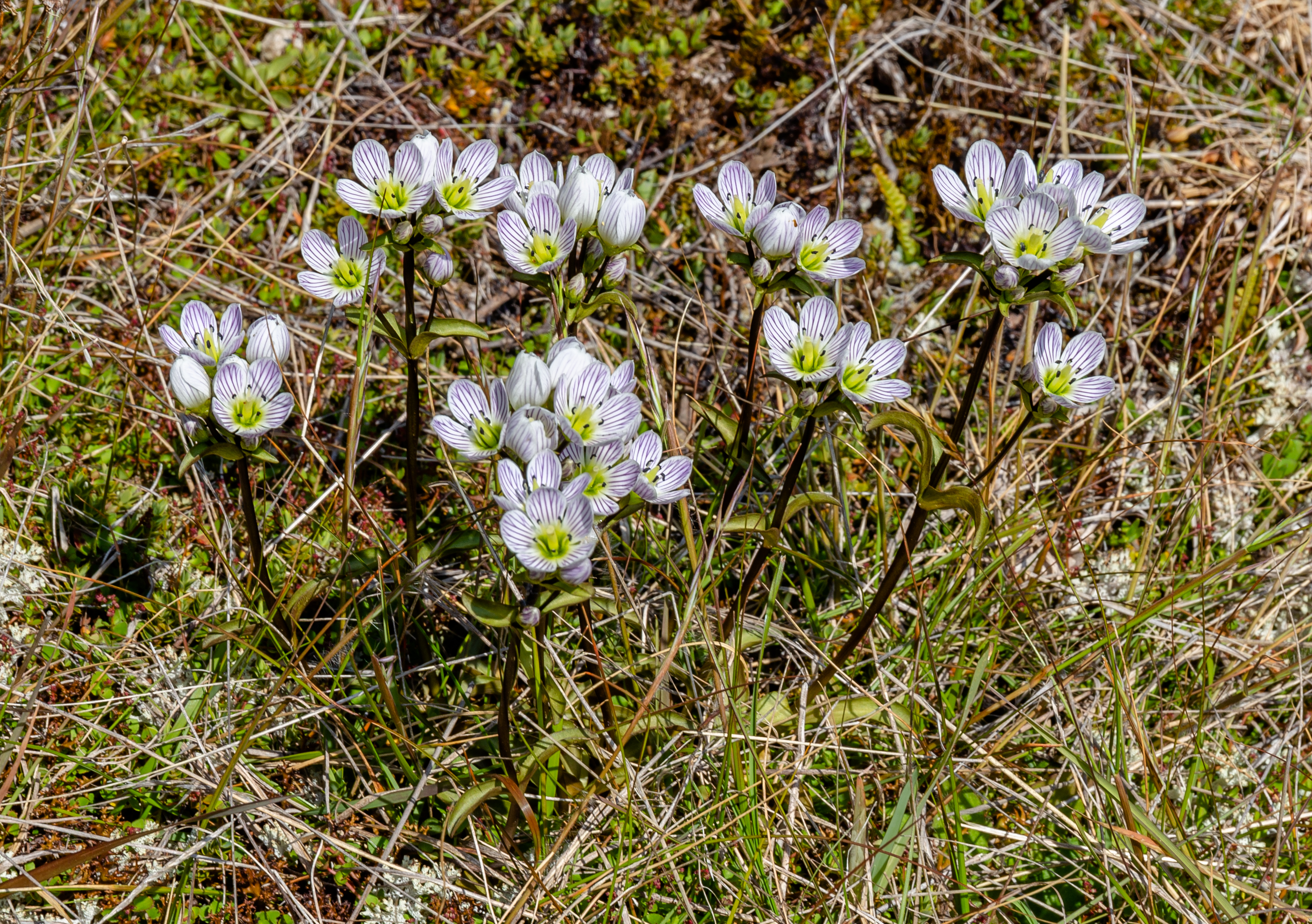
Gentianella bellidifolia

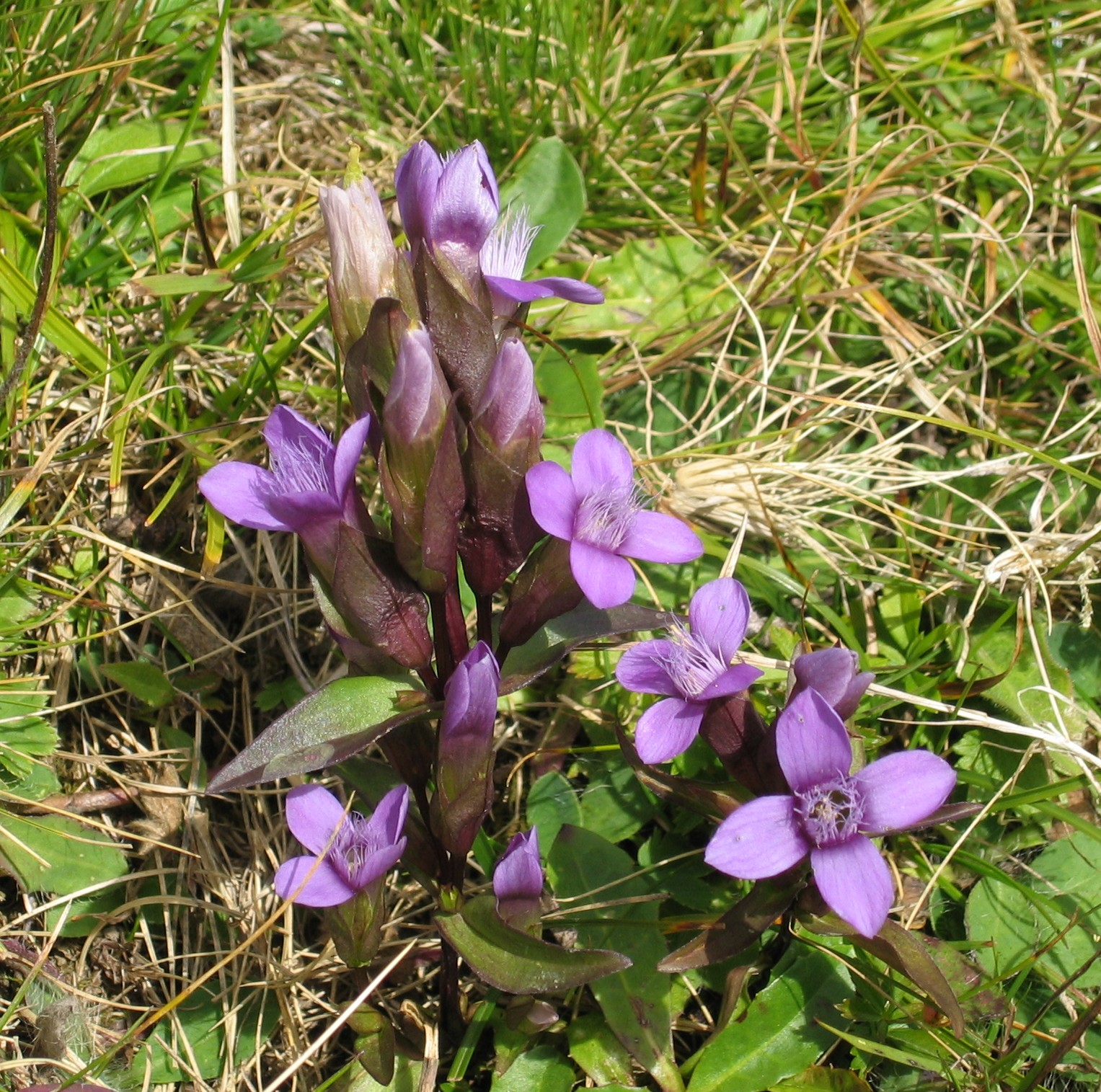
Gentianella campestris

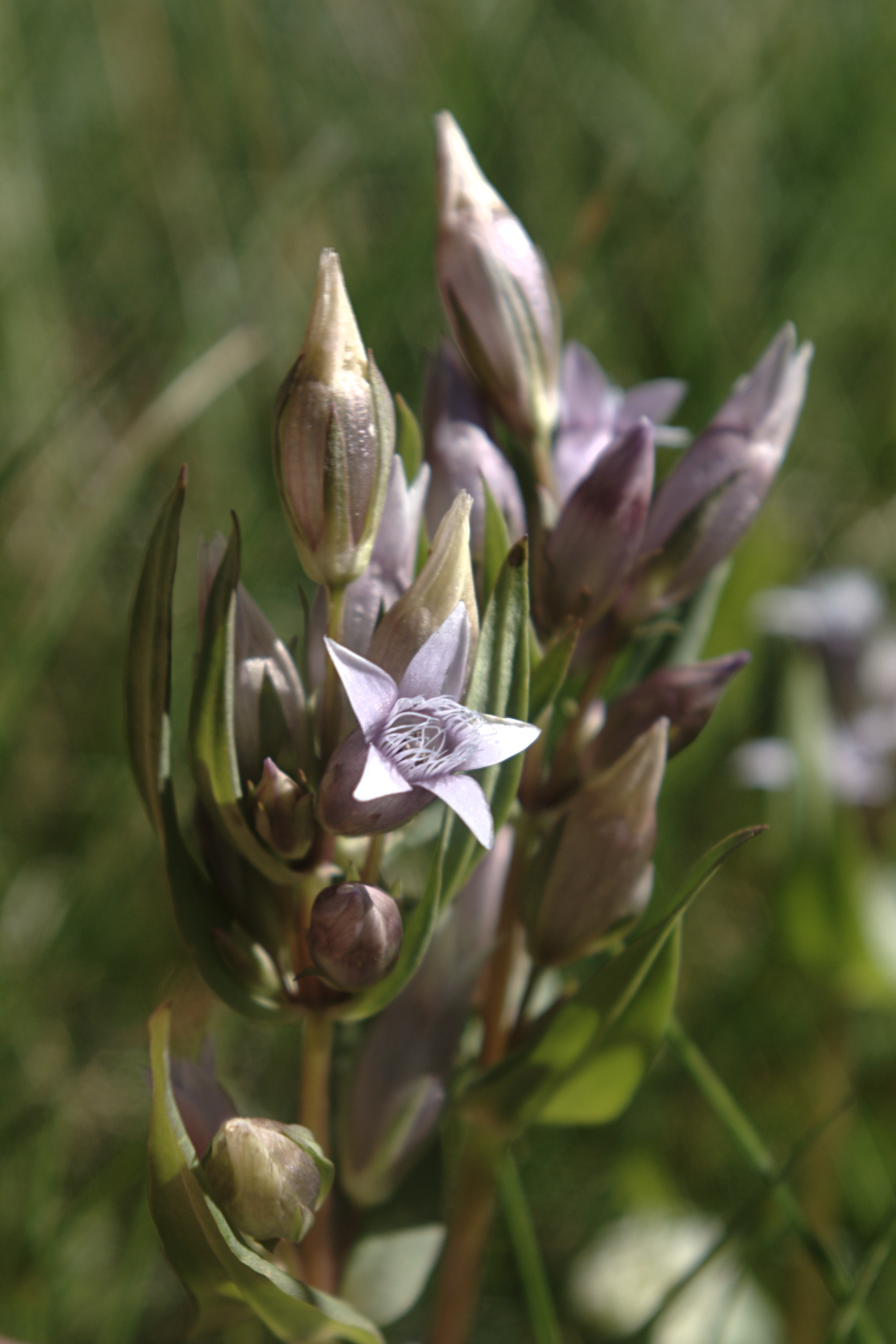
Gentianella amarella

Goryczuszka (Gentianella Moench) – rodzaj roślin zielnych z rodziny goryczkowatych. Obejmuje co najmniej 303 gatunki. Występują one w strefach umiarkowanych na obu półkulach (z wyjątkiem Afryki). W Polsce w zależności od ujęcia systematycznego rośnie od 5 do 9 gatunków.
Niektóre gatunki z tego rodzaju uprawiane są jako ozdobne i wykorzystywane jako lecznicze.

## Rozmieszczenie geograficzne
Rodzaj występuje na półkuli północnej na rozległych obszarach Ameryki Północnej, Europy i Azji – bez południowych krańców tych kontynentów. Na półkuli południowej obecny jest w zachodniej i południowej Ameryce Południowej, w Australii (12 gatunków) i Nowej Zelandii (30 gatunków). W Europie występują 22 gatunki, z czego w Polsce 5 (kilka innych tradycyjnie zaliczanych do tego rodzaju zostało przeniesionych do innych rodzajów – Gentianopsis i Comastoma – lub ma współcześnie status podgatunku). 
Gatunki flory Polski
Pierwsza nazwa naukowa według listy krajowej, druga – obowiązująca według bazy taksonomicznej Plants of the World online (jeśli jest inna)
- goryczuszka gorzkawa Gentianella amarella (L.) Börner
- goryczuszka bałtycka Gentianella baltica (Murb.) Börner ≡ Gentianella campestris subsp. baltica (Murb.) Tutin ex N.M.Pritch.
- goryczuszka czeska Gentianella bohemica Skalický ≡ Gentianella praecox (A.Kern. & Jos.Kern.) Dostál ex E.Mayer
- goryczuszka polna Gentianella campestris (L.) Börner
- goryczuszka orzęsiona Gentianella ciliata (L.) Borkh. ≡ Gentianopsis ciliata (L.) Ma
- goryczuszka Wettsteina Gentianella germanica (Willd.) Börner
- goryczuszka wczesna Gentianella lutescens (Velen.) Holub
- goryczuszka lodnikowa Gentianella tenella (Rottb.) Börner ≡ Comastoma tenellum (Rottb.) Toyok.
- goryczuszka błotna Gentianella uliginosa (Willd.) Börner ≡ Gentianella amarella subsp. uliginosa (Willd.) Tzvelev

## Morfologia i biologia
PokrójRośliny zielne, zwykle krótkotrwałe byliny kłączowe, rośliny roczne lub dwuletnie.
LiścieNaprzeciwległe, rzadziej w okółkach, całobrzegie, siedzące.
KwiatyRelatywnie duże, pojedyncze na szczycie pędu lub zebrane w wierzchotkowe kwiatostany. Promieniste, 4- lub pięciokrotne. Kielich bez błoniastego rąbka łączącego działki. Płatki korony zrośnięte, korona rurkowata, dzwonkowata lub lejkowata, różnie zabarwionej, zawsze bez przydatków między płatkami, czasem z płatkami frędzlowatymi lub orzęsionymi na brzegach. U nasady korony obecne miodniki. Pręciki przyrośnięte nasadami do płatków. Znamiona słupka 2-łatkowe lub 2-wrębne.
OwoceWielonasienne, otwierające się dwiema klapami torebki.

## Systematyka
Pozycja systematyczna
Należy do podplemienia Swertiinae, plemienia Gentianeae w obrębie rodziny goryczkowatych (Gentianaceae) z rzędu goryczkowców (Gentianales).
Niektóre tradycyjnie zaliczane tu gatunki wyodrębnione zostały w osobne rodzaje, m.in. dotyczy to taksonów z flory Polski: goryczuszka lodnikowa nosi nazwę Comastoma tenellum (≡Gentianella tenella), goryczuszka orzęsiona to Gentianopsis ciliata (≡Gentianella ciliata). W obrębie rodzaju występuje tendencja do szybkiej izolacji ekologicznej populacji i zmienności fenologicznej. W efekcie ranga wielu taksonów jest problematyczna. Tradycyjnie wyróżniane jako odrębne gatunki (jak np. goryczuszka bałtycka G. baltica i goryczuszka błotna G. uliginosa) współcześnie traktowane są jako podgatunki (odpowiednio G. campestris subsp. baltica (Murb.) Tutin ex N.M.Pritch. i G. amarella subsp. uliginosa (Willd.) Tzvelev).
Wykaz gatunków
- Gentianella × aerimontana S.E.Fröhner
- Gentianella albanica (Jáv.) Holub
- Gentianella albidocoerulea  (Gilg) T.N.Ho & S.W.Liu
- Gentianella alborosea (Gilg) Fabris
- Gentianella alborubra Fabris
- Gentianella amabilis (Petrie) Glenny
- Gentianella amarella (L.) Börner – goryczuszka gorzkawa
- Gentianella androsacea J.S.Pringle
- Gentianella angustiflora Harry Sm.
- Gentianella angustifolia Glenny
- Gentianella anisodonta (Borbás) Á.Löve & D.Löve
- Gentianella annaverae (Pînzaru) Pînzaru
- Gentianella anomala (C.Marquand) T.N.Ho
- Gentianella antarctica (Kirk) T.N.Ho & S.W.Liu
- Gentianella antipoda (Kirk) T.N.Ho & S.W.Liu
- Gentianella arenaria (Maxim.) T.N.Ho
- Gentianella arenarioides (Gilg) J.S.Pringle
- Gentianella armerioides (Griseb.) J.S.Pringle
- Gentianella aspera (Hegetschw.) Dostál ex Skalický, Chrtek & Gill – goryczuszka szorstka
- Gentianella astonii (Petrie) T.N.Ho & S.W.Liu
- Gentianella asyneumoides Riedl
- Gentianella atrata (Bunge ex Griseb.) Holub
- Gentianella atroviolacea (Gilg) Fabris ex T.N.Ho & S.W.Liu
- Gentianella aurea (L.) Harry Sm.
- Gentianella auriculata (Pall.) J.M.Gillett
- Gentianella austriaca (A.Kern. & Jos.Kern.) Holub – goryczuszka austriacka[9]
- Gentianella × austroamarella Moravec & Vollrath
- Gentianella azurea (Bunge) Holub
- Gentianella bangii (Gilg) Fabris ex T.N.Ho & S.W.Liu
- Gentianella barringtonensis (L.G.Adams) Glenny
- Gentianella bawbawensis (L.G.Adams) Glenny
- Gentianella bellatula (Gilg) T.N.Ho & S.W.Liu
- Gentianella bellidifolia (Hook.f.) Holub
- Gentianella benedictae (Gilg) Fabris
- Gentianella bicolor (Wedd.) Fabris ex J.S.Pringle
- Gentianella biebersteinii (Bunge) Holub
- Gentianella bockii (Gilg) T.N.Ho & S.W.Liu
- Gentianella boliviana (Pax) J.S.Pringle
- Gentianella brandtiana (Gilg) Fabris
- Gentianella brevisepala (L.G.Adams) Glenny
- Gentianella bridgesii (Gilg) Fabris ex T.N.Ho & S.W.Liu
- Gentianella briquetiana (Gilg) T.N.Ho & S.W.Liu
- Gentianella bromifolia (Griseb.) T.N.Ho & S.W.Liu
- Gentianella brunneotincta (Gilg) J.S.Pringle
- Gentianella bulgarica (Velen.) Holub
- Gentianella burkillii Karthik. & V.S.Kumar
- Gentianella bussmannii J.S.Pringle
- Gentianella cabrerae (Fabris) Fabris
- Gentianella calanchoides (Gilg) Fabris
- Gentianella calcarea (Gilg) J.S.Pringle
- Gentianella calcis Glenny & Molloy
- Gentianella calycidon G.L.Nesom
- Gentianella campanuliformis (Reimers) Fabris
- Gentianella campestris (L.) Börner – goryczuszka polna
- Gentianella canoi S.J.Castillo & J.S.Pringle
- Gentianella canosoi G.L.Nesom & B.L.Turner
- Gentianella carneorubra (Gilg) Fabris ex J.S.Pringle
- Gentianella caucasea (Lodd. ex Sims) Holub
- Gentianella centamalensis (Gilg) Zarucchi
- Gentianella cerastioides (Kunth) Fabris
- Gentianella cerina (Hook.f.) T.N.Ho & S.W.Liu
- Gentianella cernua (Kunth) Fabris
- Gentianella cerrateae Fabris
- Gentianella chamuchui (Reimers) Fabris
- Gentianella chathamica (Cheeseman) T.N.Ho & S.W.Liu
- Gentianella chlorantha J.S.Pringle
- Gentianella chrysantha (Gilg) T.N.Ho & S.W.Liu
- Gentianella chrysosphaera (Gilg) Zarucchi
- Gentianella chrysotaenia (Gilg) Zarucchi
- Gentianella claytonioides (Gilg) T.N.Ho & S.W.Liu
- Gentianella clelandii (L.G.Adams) Glenny
- Gentianella coccinea (D.Don ex G.Don) Zarucchi
- Gentianella columnae (Ten.) Holub
- Gentianella concinna (Hook.f.) T.N.Ho & S.W.Liu
- Gentianella coquimbensis (Briq.) Martic. & Quezada
- Gentianella corallina (Gilg) Zarucchi
- Gentianella corymbifera (Kirk) Holub
- Gentianella corymbosa (Kunth) Weaver & Rüdenberg
- Gentianella cosmantha (Griseb.) J.S.Pringle
- Gentianella crassicaulis J.S.Pringle
- Gentianella crassulifolia (Griseb.) Fabris
- Gentianella crispata (Vis.) Holub
- Gentianella crossolaema (Wedd.) Zarucchi
- Gentianella cunninghamii (L.G.Adams) Glenny
- Gentianella cuspidata (Griseb.) J.S.Pringle
- Gentianella dacrydioides (Gilg) Weaver & Rüdenberg
- Gentianella dasythamna (Gilg) T.N.Ho & S.W.Liu
- Gentianella decemnectaria J.S.Pringle
- Gentianella decumbens Glenny
- Gentianella demissa (L.G.Adams) Glenny
- Gentianella dianthoides (Kunth) Fabris ex J.S.Pringle
- Gentianella dielsiana (Gilg) J.S.Pringle
- Gentianella diemensis (Griseb.) J.H.Willis
- Gentianella dilatata (Griseb.) Fabris
- Gentianella dissitifolia (Griseb.) Zarucchi
- Gentianella divisa (Kirk) Glenny
- Gentianella dolichopoda (Gilg) J.S.Pringle
- Gentianella dombeyana (Wedd.) Zarucchi
- Gentianella eichleri (L.G.Adams) Glenny
- Gentianella empetroides J.S.Pringle
- Gentianella engadinensis (Wettst.) Holub
- Gentianella ericoides (Griseb.) Fabris
- Gentianella ericothamna (Gilg) Zarucchi
- Gentianella ernestii (Briq.) Fabris ex J.S.Pringle
- Gentianella erythrochrysea (Gilg) Fabris
- Gentianella euphorbiifolia Fabris
- Gentianella eurysepala (Gilg) Zarucchi
- Gentianella fabrisii Filippa & Barboza
- Gentianella fastigiata Fabris
- Gentianella fiebrigii (Gilg) Holub
- Gentianella filipes (Cheeseman) T.N.Ho & S.W.Liu
- Gentianella fimbrilinguis G.L.Nesom
- Gentianella flaviflora (Griseb.) Fabris
- Gentianella florida (Griseb.) Holub
- Gentianella foliosa (Kunth) Fabris
- Gentianella formosissima (D.Don ex G.Don) Fabris ex J.S.Pringle
- Gentianella fruticulosa (Dombey ex Wedd.) Fabris ex J.S.Pringle
- Gentianella fuscicaulis Fabris
- Gentianella gageoides (Gilg) Fabris
- Gentianella galtonioides J.S.Pringle
- Gentianella gentianoides (Franch.) Harry Sm.
- Gentianella germanica (Willd.) Börner – goryczuszka Wettsteina
- Gentianella gibbsii (Petrie) T.N.Ho & S.W.Liu
- Gentianella gilgiana (Reimers) Fabris ex J.S.Pringle
- Gentianella gilioides (Gilg) Fabris
- Gentianella glenniae J.S.Pringle
- Gentianella glossocarpa G.L.Nesom
- Gentianella gracilis (Raf.) Fabris
- Gentianella graminea (Kunth) Fabris
- Gentianella grantii J.S.Pringle
- Gentianella griersonii E.Aitken & D.G.Long
- Gentianella grisebachii (Hook.f.) T.N.Ho
- Gentianella gunniana (L.G.Adams) Glenny
- Gentianella helianthemoides (Gilg) Fabris
- Gentianella herrerae (Reimers) Zarucchi
- Gentianella heterosepala (Engelm.) Holub
- Gentianella hieronymi (Gilg) Fabris
- Gentianella hirculus (Griseb.) Fabris
- Gentianella holosteoides Schott & Kotschy ex N.M.Pritch.
- Gentianella huancaveliquensis Fabris
- Gentianella hypericoides (Gilg) Fabris
- Gentianella hyssopifolia (Kunth) Fabris
- Gentianella iberidea J.S.Pringle
- Gentianella imberbis (Griseb.) Filippa & Barboza
- Gentianella impressinervia  Glenny
- Gentianella inaequicalyx (Gilg) Fabris ex J.S.Pringle
- Gentianella incurva (Hook.) Fabris
- Gentianella insubrica (Kunz) Holub
- Gentianella jamesonii (Hook.) Fabris
- Gentianella junussovii (Pachom. & Tajdshan.) Czerep.
- Gentianella kuntzei (Gilg) T.N.Ho & S.W.Liu
- Gentianella kurtzii (Gilg) Fabris
- Gentianella kusnezowii (Gilg) T.N.Ho & S.W.Liu
- Gentianella larecajensis (Gilg) T.N.Ho & S.W.Liu
- Gentianella liburnica E.Mayer & Kunz
- Gentianella lilacina (Gilg) Zarucchi
- Gentianella lilacinoflaves cens (Gilg) T.N.Ho & S.W.Liu
- Gentianella lilliputiana (C.J.Webb) Glenny
- Gentianella limoselloides (Kunth) Fabris
- Gentianella lineata (Kirk) T.N.Ho & S.W.Liu
- Gentianella liniflora (Kunth) Fabris ex J.S.Pringle
- Gentianella lipskyi (Kusn.) Holub
- Gentianella lobelioides (Gilg) Zarucchi
- Gentianella longibarbata (Gilg) Fabris
- Gentianella longipes J.S.Pringle
- Gentianella longisepala M.Zárate
- Gentianella lowndesii Harry Sm.
- Gentianella luridoviolacea  (Gilg) J.S.Pringle
- Gentianella luteoalba Glenny
- Gentianella luteomarginata  (Reimers) Fabris
- Gentianella lutescens (Velen.) Holub – goryczuszka wczesna
- Gentianella lythroides (Gilg) T.N.Ho & S.W.Liu
- Gentianella × macrocalyx (Celak.) B.Bock
- Gentianella macrorrhiza (Gilg) Fabris ex T.N.Ho & S.W.Liu
- Gentianella macrosperma Ma ex H.F.Cao, J.D.Ya & Q.R.Zhang
- Gentianella maddenii (C.B.Clarke) Airy Shaw
- Gentianella magellanica (Gaudich.) Fabris
- Gentianella magnifica (Kirk) Glenny
- Gentianella meyeniana (Griseb.) Fabris
- Gentianella microcalyx (Lemmon) J.M.Gillett
- Gentianella minutissima (Boiss.) Holub
- Gentianella montana (G.Forst.) Holub
- Gentianella moorcroftiana (Wall. ex Griseb.) Airy Shaw
- Gentianella muelleriana (L.G.Adams) Glenny
- Gentianella multicaulis (Gillies ex Griseb.) Fabris
- Gentianella multiflora (Griseb.) Fabris
- Gentianella muscoides (Gilg) J.S.Pringle
- Gentianella myriantha (Gilg) Holub
- Gentianella narcissoides (Gilg) T.N.Ho & S.W.Liu
- Gentianella neomandonii (R.C.Foster) T.N.Ho & S.W.Liu
- Gentianella nephostelium J.S.Pringle
- Gentianella nevadensis (Gilg) Weaver & Rüdenberg
- Gentianella nitida (Griseb.) Fabris
- Gentianella nummulariifolia (Griseb.) Fabris
- Gentianella obtusifolia (F.W.Schmidt) Holub
- Gentianella oellgaardii J.S.Pringle
- Gentianella oranensis (Fabris) Filippa & Barboza
- Gentianella oreosilene (Gilg) J.S.Pringle
- Gentianella ottonis (Phil.) Muñoz
- Gentianella palcana (Gilg) T.N.Ho & S.W.Liu
- Gentianella pallide-lilacina (Gilg) T.N.Ho & S.W.Liu
- Gentianella paludicola (Gilg) J.S.Pringle
- Gentianella × pamplinii (Druce) E.F.Warb.
- Gentianella parviflora (Griseb.) T.N.Ho
- Gentianella patula (Kirk) Holub
- Gentianella pavonii (Griseb.) Fabris
- Gentianella pernettyoides (Reimers) Fabris
- Gentianella persquarrosa (Reimers) J.S.Pringle
- Gentianella peruviana (Griseb.) Fabris
- Gentianella petrophila (Gilg) Zarucchi
- Gentianella pevalekii Bjelcic & E Mayer
- Gentianella pharos J.S.Pringle
- Gentianella pilgeriana (Gilg) T.N.Ho & S.W.Liu
- Gentianella pilosa (Wettst.) Holub
- Gentianella pleurogynoides  (Griseb.) Glenny
- Gentianella pluvialis J.S.Pringle
- Gentianella poculifera (Gilg) Zarucchi
- Gentianella polyantha J.S.Pringle
- Gentianella polysperes (L.G.Adams) Glenny
- Gentianella poretzkyi Tzvelev
- Gentianella porphyrantha (Gilg) Zarucchi
- Gentianella potamophila (Gilg) Zarucchi
- Gentianella praecox (A.Kern. & Jos.Kern.) Dostál ex E.Mayer – goryczuszka czeska
- Gentianella primuloides (Gilg) J.S.Pringle
- Gentianella profusa J.S.Pringle
- Gentianella promethea (Juz.) Holub
- Gentianella propinqua (Richardson) J.M.Gillett
- Gentianella pseudazurea (Grubov) Holub
- Gentianella pseudocrassula  (Gilg) Fabris
- Gentianella pseudolycopodium (Gilg) J.S.Pringle
- Gentianella pulla (Griseb.) T.N.Ho & S.W.Liu
- Gentianella punensis (Fabris) Fabris
- Gentianella punicea (Wedd.) Holub
- Gentianella pygmaea (Regel & Schmalh.) Harry Sm. ex S.Nilsson
- Gentianella pyrostelium J.S.Pringle
- Gentianella quechuana M.Zárate
- Gentianella quinquefolia (L.) Small
- Gentianella quipuscoana J.S.Pringle
- Gentianella radicata (Griseb.) J.S.Pringle
- Gentianella raimondiana (Wedd.) J.S.Pringle
- Gentianella ramosa (Hegetschw.) Holub
- Gentianella rapunculoides (Willd. ex Schult.) J.S.Pringle
- Gentianella rhaetica (A.Kern. & Jos.Kern.) Á.Löve & D.Löve
- Gentianella rima (D.Don) Fabris
- Gentianella riojae (Gilg) Fabris ex J.S.Pringle
- Gentianella roseolilacina (Gilg) J.S.Pringle
- Gentianella rugicalyx J.S.Pringle
- Gentianella ruizii (Griseb.) Holub
- Gentianella rupicola (Kunth) Holub
- Gentianella sagasteguii J.S.Pringle
- Gentianella sanchezii J.S.Pringle
- Gentianella sancti-mathaeii (R.C.Foster) T.N.Ho & S.W.Liu
- Gentianella sanctorum (Gilg) J.S.Pringle
- Gentianella sandiana (Gillett) G.L.Nesom
- Gentianella sandiensis (Gilg) J.S.Pringle
- Gentianella saxicola (Griseb.) J.S.Pringle
- Gentianella saxifragoides (Kunth) Fabris
- Gentianella saxosa (G.Forst.) Holub
- Gentianella scarlatiflora (Gilg) J.S.Pringle
- Gentianella scarlatina (Gilg) J.S.Pringle
- Gentianella scarlatinostri ata (Gilg) Zarucchi
- Gentianella scopulorum (Wedd.) Fabris ex T.N.Ho & S.W.Liu
- Gentianella selaginifolia (Griseb.) Fabris
- Gentianella serotina (Cockayne) T.N.Ho & S.W.Liu
- Gentianella setipes (Gilg) J.S.Pringle
- Gentianella sibirica (Kusn.) Holub
- Gentianella silenoides (Gilg) Fabris
- Gentianella smithii J.S.Pringle
- Gentianella soratensis (Gilg) T.N.Ho & S.W.Liu
- Gentianella speciosissima (Gilg) Zarucchi
- Gentianella spenceri (Kirk) T.N.Ho & S.W.Liu
- Gentianella splendens (Gilg) Fabris
- Gentianella stellata Glenny
- Gentianella stenosepala (Gilg) T.N.Ho & S.W.Liu
- Gentianella sugawarae (H.Hara) Satake
- Gentianella sulphurea (Gilg) Fabris
- Gentianella sylvicola (L.G.Adams) Glenny
- Gentianella takedai (Kitag.) Satake
- Gentianella tarahumarae G.L.Nesom
- Gentianella tarapacana (Gilg) T.N.Ho & S.W.Liu
- Gentianella tenuifolia (Petrie) T.N.Ho & S.W.Liu
- Gentianella thiosphaera (Gilg) Holub
- Gentianella thyrsoidea (Hook.) Fabris
- Gentianella tischkovii (Grubov) Holub
- Gentianella tortuosa (M.E.Jones) J.M.Gillett
- Gentianella totorensis (Gilg) J.S.Pringle
- Gentianella tovariana Fabris
- Gentianella transalaica (Pachom. & Tajdshan.) Czerep.
- Gentianella tristicha (Gilg) J.S.Pringle
- Gentianella tubulosa (Gilg) Fabris
- Gentianella tumailica M.Shabir, Agnihotri, J.K.Tiwari & T.Husain
- Gentianella turkestanorum (Gand.) Holub
- Gentianella uberula J.S.Pringle
- Gentianella umbellata (M.Bieb.) Holub
- Gentianella undulatisepala  J.S.Pringle
- Gentianella vaginalis (Griseb.) J.S.Pringle
- Gentianella vargasii Fabris
- Gentianella vernicosa (Cheeseman) T.N.Ho & S.W.Liu
- Gentianella violacea (G.Don ex D.Don) Fabris
- Gentianella viridiflora Pfanzelt & Sylvester
- Gentianella waygecha J.S.Pringle & J.R.Grant
- Gentianella weberbaueri (Gilg) Fabris
- Gentianella weigendii J.S.Pringle
- Gentianella wislizeni (Engelm.) J.M.Gillett
- Gentianella wrightii (A.Gray) Holub
- Gentianella yanachagensis J.S.Pringle
- Gentianella zaratei J.S.Pringle